# Eureka Springs
Pour les articles homonymes, voir Eurêka (homonymie).
Eureka Springs est une ville située dans l’État américain d'Arkansas, dans le comté de Carroll, dont elle est l'un des deux sièges.

## Géographie

### Situation
Eureka Springs se situe dans les monts Ozark dans le nord-ouest de l'Arkansas.

## Urbanisme

### Voies de communication et transports

#### Transports publics

##### Transport ferroviaire
L'Eureka Springs Railway fut créé en 1882 pour relier Seligman en Missouri à la ville.

## Population et société

### Démographie
Selon le recensement de 2010, sa population est de 2 073 habitants.

#### Évolution du nombre d'habitants
| 1880  | 1890  | 1900  | 1910  | 1920  | 1930  | 1940  | 1950  |
| ----- | ----- | ----- | ----- | ----- | ----- | ----- | ----- |
| 3 984 | 3 706 | 3 572 | 3 228 | 2 429 | 2 276 | 1 770 | 1 958 |

| 1960  | 1970  | 1980  | 1990  | 2000  | 2010  | 2020  | - |
| ----- | ----- | ----- | ----- | ----- | ----- | ----- | - |
| 1 437 | 1 670 | 1 989 | 1 900 | 2 278 | 2 073 | 2 166 | - |

### Culte

#### Culte catholique
La communauté monastique The Brothers and Sisters of Charity (Les Frères et Sœurs de Charité) est localisé à Eureka Springs. Elle a été fondée par le moine John Michael Talbot.

## Économie

### Tourisme et loisirs

#### Hébergement hôtelier
Le 1886 Crescent Hotel & Spa est un hôtel ouvert en 1886. Il est membre des Historic Hotels of America depuis 2000 et est inscrit au Registre national des lieux historiques depuis le 26 janvier 2016.

## Culture locale et patrimoine

### Lieux et monuments
Toute la ville est classée au Registre national des lieux historiques des États-Unis et constitue l'une des destinations touristiques les plus recherchées de l'Arkansas.
Un morceau du mur de Berlin se trouve à Eureka Springs.

#### Statue du Christ des Ozarks
La statue du Christ des Ozarks est une sculpture monumentale de Jésus placée au sommet de la montagne magnétique. Elle a été érigée en 1966 par Gerald L.K. Smith.

#### Chapelle Thorncrown
La chapelle Thorncrown (en anglais, Thorncrown Chapel) est une chapelle construite en 1980. Elle est l'œuvre de l'architecte E. Fay Jones.

### Patrimoine naturel

#### Parcs et jardins urbains
Le Turpentine Creek Wildlife Refuge and Foundation est un refuge faunique pour grands félins maltraités, abandonnés et négligés. Le refuge d'Eureka Springs abrite une centaine d'animaux.

### Eureka Springs dans les arts

#### Au cinéma
La ville a été à plusieurs occasions le lieu de tournage de films et séries dont : Pass the Ammo, Chrystal, Rencontres à Elizabethtown, Les Bleus et les Gris et Les Traqueurs de fantômes.

### Personnalités liées à la ville
- Laura Abbot (années 1930-), auteur de romans sentimentaux.
- Pat Burrell (1976-), joueur américain de baseball.
- Candace Camp (1949-), écrivain américain.
- Irene Castle (1893-1969), née Irene Foote, danseuse de salon.
- John Chisum (1824-1884), éleveur et personnalité américaine.
- Powell Clayton (1833-1914), gouverneur de l'Arkansas entre 1868 et 1871 puis sénateur du même État entre 1871 et 1877.
- Bill Doolin (en) (1858-1896), membre du Wild Bunch, arrêté le 15 janvier 1896 à Eureka Springs par l'U.S. Marshal Bill Tilghman.
- Forrest Gander (1956-), poète et romancier américain.
- Samuel Bell Maxey (1825-1895), officier confédéré et homme politique américain.
- Carrie Nation (1846-1911), militante anti-alcool américaine.
- Cadwallader Colden Washburn (1818-1882), major général de l'Union et homme politique américain.